# Stazione di Cona Veneta
La stazione di Cona Veneta è una stazione ferroviaria di superficie situata a Pegolotte, nel territorio comunale di Cona, sulla Ferrovia Adria-Mestre.

## Movimento
Dal 1 settembre 2024, la stazione è servita dai treni regionali svolti da Trenitalia nell'ambito del contratto di servizio stipulato con la Regione del Veneto. In precedenza, fino al 31 agosto 2024, il servizio ferroviario era gestito da Sistemi Territoriali.